# Motoclette
Motoclette is een historisch motorfietsmerk.
De bedrijfsnaam was Ets. Motoclette, Genève.
Klein Zwitsers merk dat van 1904 tot 1915 voornamelijk eencilinder inbouwmotoren van Moser uit St. Aubin in eigen frames bouwde.